# Вояковаць
46°05′ пн. ш. 16°36′ сх. д. / 46.08° пн. ш. 16.6° сх. д.
Вояковаць (хорв. Vojakovac) — населений пункт у Хорватії, у Копривницько-Крижевецькій жупанії у складі міста Крижевці.

## Населення
Населення за даними перепису 2011 року становило 234 осіб.
Динаміка чисельності населення поселення: